# Unione Sportiva Ravenna 1975-1976
Questa pagina raccoglie le informazioni riguardanti l'Unione Sportiva Ravenna nelle competizioni ufficiali della stagione 1975-1976.

## Stagione
La presidenza del Ravenna passa da Sergio Bucchi a Gino Ugolini, con la conferma dell'allenatore Giovanni Campari, ma la squadra giallorossa non è stata rafforzata nei vari reparti, risultando particolarmente vulnerabile in difesa. Dopo una discreta partenza in campionato, c'è stato un continuo scivolare verso il basso fino a chiudere il torneo ultima in classifica.
Per il Ravenna, dopo questo disgraziato girone B di Serie C con 31 punti ottenuti, si tratta di un mesto ritorno in Serie D. Scende di categoria con Chieti a 33 punti e Montevarchi a 34. Promosso in Serie B il Rimini che vince il campionato con 51 punti, cinque di vantaggio sulla seconda classificata, il Parma.
Nella Coppa Italia di Serie C il Ravenna prima del campionato disputa il girone dodici, vinto dal Parma davanti al Carpi ed ai giallorossi.

## Rosa
| N. |                   | Ruolo | Calciatore          |
| -- | ----------------- | ----- | ------------------- |
|    | Italia (bandiera) | P     | Candiano Antinogene |
|    | Italia (bandiera) | P     | Giancarlo Bagnaresi |
|    | Italia (bandiera) | A     | Giovanni Bandini    |
|    | Italia (bandiera) | A     | Paolo Bergamo       |
|    | Italia (bandiera) | D     | Pierluigi Bonetti   |
|    | Italia (bandiera) | A     | Bruna               |
|    | Italia (bandiera) | D     | Claudio Cianchetti  |
|    | Italia (bandiera) | C     | Gianni Frara        |
|    | Italia (bandiera) | C     | Giorgio Gennari     |
|    | Italia (bandiera) | A     | Luigi Guidetti      |

| N. |                   | Ruolo | Calciatore         |
| -- | ----------------- | ----- | ------------------ |
|    | Italia (bandiera) | A     | Alessandro Manzoni |
|    | Italia (bandiera) | C     | Gastone Mazzoli    |
|    | Italia (bandiera) | D     | Ivano Melotti      |
|    | Italia (bandiera) | A     | Mondini            |
|    | Italia (bandiera) | C     | Antonio Natalini   |
|    | Italia (bandiera) | C     | Roberto Piva       |
|    | Italia (bandiera) | C     | Carlo Regno        |
|    | Italia (bandiera) | D     | Mario Ricci        |
|    | Italia (bandiera) | A     | Silvio Rosa        |
|    | Italia (bandiera) | A     | Claudio Scrignoli  |

## Risultati

### Serie C girone B

#### Girone di andata
| Arbitro: | Baldari (Roma) |

|                                                 |           |                         |
| Pienti 24’ Di Prete 30’ Novelli 42’ Zazzaro 44’ | Marcatori | 25’ Bergamo 88’ Mazzoli |

| Ravenna 21 settembre 1975 2ª giornata | Ravenna          | 0 – 0 | Lucchese | Stadio Bruno Benelli\| Arbitro: \| Paparesta (Bari) \| |
| Arbitro:                              | Paparesta (Bari) |       |          |                                                        |

| Arbitro: | Panzino (Catanzaro) |

|             |           |                    |
| Volpato 24’ | Marcatori | 16’ (rig.) Bergamo |

| Ravenna 5 ottobre 1975 4ª giornata | Ravenna               | 0 – 0 | Rimini | Stadio Bruno Benelli\| Arbitro: \| Governa (Alessandria) \| |
| Arbitro:                           | Governa (Alessandria) |       |        |                                                             |

| Arbitro: | Prestigiovanni (Trapani) |

|                               |           |           |
| Graziani 22’, 58’, 67’ (rig.) | Marcatori | 36’ Frara |

| Arbitro: | Lanese (Messina) |

|                       |           |  |
| Frara 13’ Bandini 61’ | Marcatori |  |

| Arbitro: | D'Elia (Salerno) |

|             |           |  |
| Manzoni 14’ | Marcatori |  |

| Arbitro: | Simini (Torino) |

|             |           |           |
| Corallo 57’ | Marcatori | 52’ Regno |

| Ravenna 9 novembre 1975 9ª giornata | Ravenna         | 0 – 0 | Teramo | Stadio Bruno Benelli\| Arbitro: \| Marino (Genova) \| |
| Arbitro:                            | Marino (Genova) |       |        |                                                       |

| Arbitro: | Agate (Torino) |

|             |           |  |
| Bagatti 22’ | Marcatori |  |

| Arbitro: | Stringaro (Udine) |

|                      |           |  |
| Manzoni 13’ Rosa 69’ | Marcatori |  |

| Arbitro: | Prato (Lecce) |

|                      |           |  |
| Bonaldi 7’, 75’, 88’ | Marcatori |  |

| Arbitro: | Madonna (Torre del Greco) |

|                 |           |             |
| Caccia 13’, 17’ | Marcatori | 67’ Bandini |

| Arbitro: | Manfredini (Pavia) |

|                |           |                 |
| Cianchetti 77’ | Marcatori | 20’, 72’ Barone |

| Ravenna 21 dicembre 1975 15ª giornata | Ravenna             | 0 – 0 | Sangiovannese | Stadio Bruno Benelli\| Arbitro: \| Meneghetti (Verona) \| |
| Arbitro:                              | Meneghetti (Verona) |       |               |                                                           |

| Arbitro: | Adamu (Cagliari) |

|               |           |  |
| Luteriani 89’ | Marcatori |  |

| Ravenna 11 gennaio 1976 17ª giornata | Ravenna             | 0 – 0 | Pisa | Stadio Bruno Benelli\| Arbitro: \| Romanetti (Messina) \| |
| Arbitro:                             | Romanetti (Messina) |       |      |                                                           |

| Arbitro: | Tempio (Catania) |

|                   |           |  |
| Fruggeri 17’, 83’ | Marcatori |  |

| Arbitro: | Ponzano (Alessandria) |

|                                        |           |                   |
| Rosa 9’ Bandini 12’ (rig.) Manzoni 69’ | Marcatori | 2’ (aut.) Melotti |

#### Girone di ritorno
| Arbitro: | Parussini (Udine) |

|                     |           |  |
| Rosa 3’ Manzoni 25’ | Marcatori |  |

| Arbitro: | Governa (Alessandria) |

|                        |           |  |
| Bongiorni 27’ Piga 48’ | Marcatori |  |

| Ravenna 15 febbraio 1976 22ª giornata | Ravenna          | 0 – 0 | Pistoiese | Stadio Bruno Benelli\| Arbitro: \| Mondoni (Milano) \| |
| Arbitro:                              | Mondoni (Milano) |       |           |                                                        |

| Arbitro: | Tonolini (Milano) |

|             |           |  |
| Fiorini 52’ | Marcatori |  |

| Arbitro: | Chiri (Mantova) |

|                                      |           |  |
| Martin 17’ (aut.) Bandini 89’ (rig.) | Marcatori |  |

| Arbitro: | Stringaro (Udine) |

|                          |           |  |
| Neri 8’ Borzoni 12’, 53’ | Marcatori |  |

| Arbitro: | Simini (Torino) |

|                              |           |  |
| Di Michele 68’ Gualandri 70’ | Marcatori |  |

| Ravenna 21 marzo 1976 27ª giornata | Ravenna            | 0 – 0 | Riccione | Stadio Bruno Benelli\| Arbitro: \| Selicorni (Novara) \| |
| Arbitro:                           | Selicorni (Novara) |       |          |                                                          |

| Arbitro: | Bei (Roma) |

|                        |           |             |
| Spina 75’ Piccioni 80’ | Marcatori | 15’ Manzoni |

| Arbitro: | Zanchetta (Treviso) |

|                    |           |  |
| Bandini 77’ (rig.) | Marcatori |  |

| Montevarchi 11 aprile 1976 30ª giornata | Montevarchi       | 0 – 0 | Ravenna | Stadio Gastone Brilli Peri\| Arbitro: \| Parussini (Udine) \| |
| Arbitro:                                | Parussini (Udine) |       |         |                                                               |

| Ravenna 18 aprile 1976 31ª giornata | Ravenna           | 0 – 0 | Empoli | Stadio Bruno Benelli\| Arbitro: \| Andreoli (Padova) \| |
| Arbitro:                            | Andreoli (Padova) |       |        |                                                         |

| Ravenna 25 aprile 1976 32ª giornata | Ravenna        | 0 – 0 | Anconitana | Stadio Bruno Benelli\| Arbitro: \| Agate (Torino) \| |
| Arbitro:                            | Agate (Torino) |       |            |                                                      |

| Arbitro: | Lanzafame (Taranto) |

|                         |           |                      |
| Bressani 46’ Barone 53’ | Marcatori | 67’ Rosa 75’ Melotti |

| Arbitro: | Longhi (Roma) |

|                                                                       |           |         |
| Cianchetti 23’ (aut.) Vitali 31’ De Luca 45’ Leccese 60’ Facchini 82’ | Marcatori | 6’ Piva |

| Arbitro: | Canesi (Cremona) |

|                     |           |  |
| Piva 9’ Melotti 64’ | Marcatori |  |

| Arbitro: | Mattei (Macerata) |

|               |           |           |
| Pulitelli 63’ | Marcatori | 83’ Frara |

| Arbitro: | Lanzetti (Viterbo) |

|                    |           |                          |
| Frara 63’ Rosa 70’ | Marcatori | 22’ Modonese 85’ Mircoli |

| Arbitro: | Artico (Padova) |

|                      |           |  |
| Di Prospero 38’, 61’ | Marcatori |  |

### Coppa Italia Serie C

#### Girone 12
| Arbitro: | Sancricca (Macerata) |

|             |           |                       |
| Guidetti 3’ | Marcatori | 35’ Bozza 60’ Perotti |

| 27 agosto 1975 2ª giornata |  | – Turno di riposo RAVENNA |  |  |

| Arbitro: | Salvo (Mestre) |

|                  |           |                    |
| Ascagni 50’, 88’ | Marcatori | 67’ (rig.) Gennari |

| Arbitro: | Mondoni (Milano) |

|                        |           |  |
| Perotti 13’ Barone 87’ | Marcatori |  |

| 7 settembre 1975 5ª giornata |  | – Turno di riposo RAVENNA |  |  |

| Ravenna 10 settembre 1975 6ª giornata | Ravenna           | 0 – 0 | Carpi | Stadio Bruno Benelli\| Arbitro: \| Casella (Voghera) \| |
| Arbitro:                              | Casella (Voghera) |       |       |                                                         |

Classifica: Parma punti 6, Carpi punti 5, Ravenna punti 1.